# Rollerball (2002)
Rollerball ist eine Neuverfilmung aus dem Jahr 2002 des gleichnamigen Films aus dem Jahr 1975. Der Film legt anders als das Vorbild aus den 1970er Jahren mehr Wert auf Action und schlägt weniger soziale und politische Töne an. Der Film spielt in der Gegenwart statt wie im Original in einer dystopischen Zukunft. Es haben Pink, Shane McMahon, und Slipknot Gastauftritte. Wie das filmische Original basiert auch das Remake auf einer Kurzgeschichte des Schriftstellers William Harrison. Der Film startete am 28. März 2002 in den deutschen Kinos.

## Handlung
2005: Der neue Sport Rollerball ist sehr populär in den Sowjetstaaten Zentralasiens, Russland, China, Mongolei und der Türkei. Marcus Ridley lädt die NHL-Hoffnung Jonathan Cross ein, bei den Zhambel Horsemen in Kasachstan zu spielen. Die hochbezahlten Spieler müssen dabei mit schlechtbezahlten, einheimischen Spielern zurechtkommen, die im Spiel meist mehrfach verletzt werden. Rollerball ist dabei eine außergewöhnlich brutale Erweiterung des Spiels Roller Derby mit Motorrädern, einem Metallball sowie der Aufmachung einer Wrestlingliga. Schnell entwickelt sich das Team zu einer Größe der Liga und der Liebling des Promoters Alexis Petrovich, Jonathan, fühlt sich von dem dynamischen Spiel, dem Hype sowie von seiner Mitspielerin Aurora angezogen.
Aber allmählich entdeckt Jonathan, dass der zynische Alexis und sein opportunistischer Gehilfe Sanjay alles geben würden, um ein Spiel so zu manipulieren, dass es ein blutrünstiges Spektakel wird, damit die Zuschauerzahlen steigen.

## Kritik
„Remake des gleichnamigen, kommerziell erfolgreichen Films aus dem Jahr 1974/1975, ebenso einfallslos wie schlampig inszeniert. Ein Film ohne großen gedanklichen Aufwand, dafür mit Neigung zu dumpfer Gewaltverherrlichung und latent rassistischen Verzerrungen.“

## Musik
Die Zusammensetzung der Filmmusik wurde zwar veröffentlicht, erschien jedoch nicht im Handel.
1. "Boom" – P.O.D.
2. "Told You So" – Drowning Pool
3. "Ride" – Beautiful Creatures
4. "Millionaire" – Rappagariya
5. "I Am Hated" – Slipknot
6. "Body Go" – Hardknox
7. "Feel So Numb" – Rob Zombie
8. "Keep Away" – Godsmack
9. "Insane in the Brain" – Sen Dog
10. "Flashpoint" – Fear Factory
11. "When I Come Around" – Green Day
12. "Crawling in the Dark" – Hoobastank
13. "Time To Play" – Pillar
14. "Never Gonna Stop" – Rob Zombie